# Ernest Borgnine
Ernest Borgnine, właśc. Ermes Effron Borgnino (ur. 24 stycznia 1917 w Hamden, zm. 8 lipca 2012 w Los Angeles) – amerykański aktor filmowy i telewizyjny. Laureat Oscara dla najlepszego aktora pierwszoplanowego za rolę w melodramacie Marty (1955).
8 lutego 1960 otrzymał własną gwiazdę w Alei Gwiazd w Los Angeles znajdującą się przy 6324 Hollywood Boulevard.

## Życiorys

### Wczesne lata
Urodził się w Hamden w stanie Connecticut w rodzinie włoskich imigrantów. Jego matka Anna (z domu Boselli; 1894 – ok. 1949) pochodziła z Carpi, niedaleko Modeny, a jego ojciec Camillo Borgnino (1891–1975) pochodził z Ottiglio niedaleko Alessandrii. Rodzice Borgnine rozstali się, gdy miał dwa lata, a następnie mieszkał z matką we Włoszech przez około cztery i pół roku. W 1923 jego rodzice pogodzili się, nazwisko rodziny zostało zmienione z Borgnino na Borgnine, a jego ojciec zmienił imię na Charles. Borgnine miał młodszą siostrę, Evelyn Borgnine Velardi (1925–2013). Rodzina osiedliła się w New Haven w Connecticut, gdzie Borgnine ukończył James Hillhouse High School. Dorastając, uprawiał sport. Był weteranem II wojny światowej – do US Navy wstąpił w 1935, tuż po ukończeniu szkoły średniej. W marynarce służył do 1945.

### Kariera
Studiował aktorstwo w Randall School of Drama w Hartford, a następnie związał się z Barter Theatre w Abingdon w Wirginii. W 1947 otrzymał swoją pierwszą rolę w spektaklu State of the Union. Jego następną rolą była rola dżentelmena w przedstawieniu Tennessee Williamsa Szklana menażeria. W 1949 wyjechał do Nowego Jorku, gdzie zadebiutował na Broadwayu w roli pielęgniarza w sztuce Mary Chase Harvey, a w 1952 wystąpił jako Nelson w komedii fantasy Mrs. McThing z Helen Hayes.
W Hollywood pojawił się w 1951. Pierwszą ważną rolę zagrał w filmie Stąd do wieczności (1953) w reżyserii Freda Zinnemanna. Choć grywał przeważnie role drugoplanowe, to pozostaje jednym z najpopularniejszych i najbardziej rozpoznawalnych aktorów amerykańskich. Stworzył szereg pamiętnych kreacji, m.in. w tak głośnych filmach jak Czarny dzień w Black Rock (1955), Parszywa dwunastka (1967), Dzika banda (1969), Tragedia „Posejdona” (1972) czy Ucieczka z Nowego Jorku (1981).
Do ostatnich chwil życia aktywnie pracował, pojawiając się na ekranie, głównie w produkcjach telewizyjnych.
Zmarł 8 lipca 2012 w szpitalu w Los Angeles. Bezpośrednią przyczyną zgonu była niewydolność nerek.

## Życie prywatne
Był pięciokrotnie żonaty:
- Rhoda Kemins (od 1949 do 1958, rozwód) – córka Gina (ur. 1952)
- Katy Jurado (od 1959 do 1963, rozwód)
- Ethel Merman (1964 – małż. trwało 32 dni, rozwód)
- Donna Rancourt (od 1965 do 1972, rozwód) – troje dzieci: syn Christopher (ur. 1969) oraz córki: Sharon (ur. 1965) i Diana (ur. 1970)
- Tova Traesnaes (ur. 1941, byli małżeństwem od 24 lutego 1973)

## Filmografia

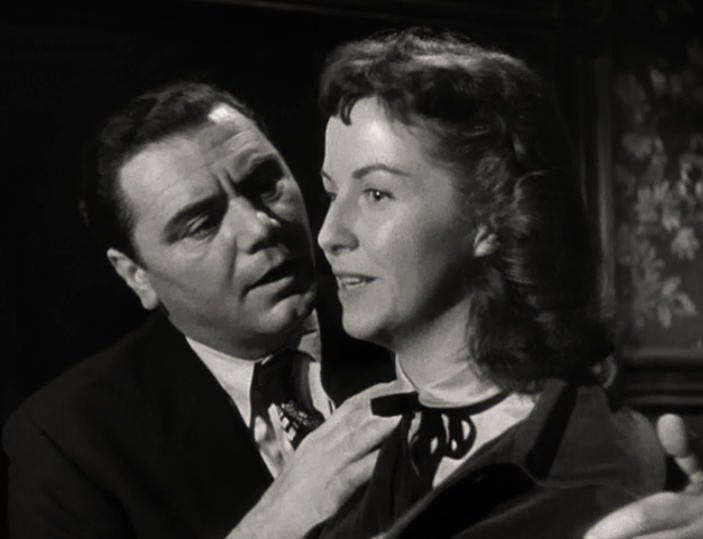
Z Betsy Blair w filmie Marty (1955)

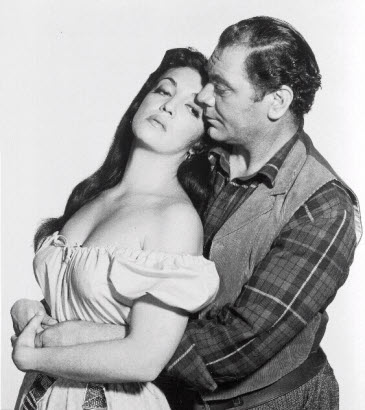
Z Katy Jurado na planie filmu Złoczyńcy (1958)

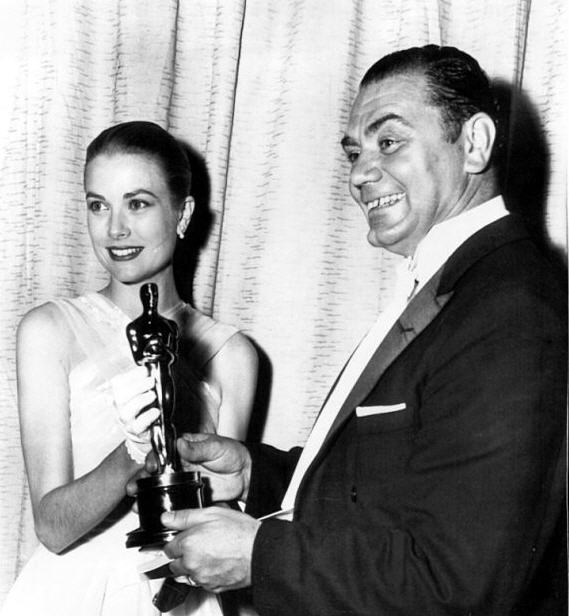
Borgnine z nagrodą Oscara, w towarzystwie Grace Kelly (1956)

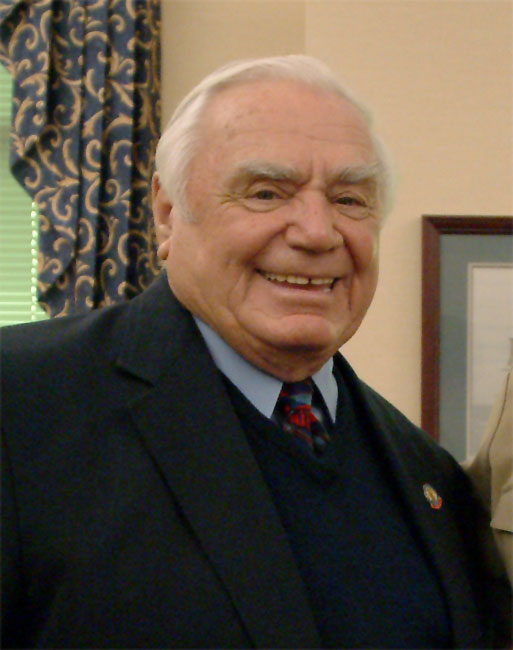
Ernest Borgnine (2006)

- Stąd do wieczności (1953) jako sierż. James R. „Fatso” Judson
- Demetriusz i gladiatorzy (1954) jako Strabo
- Johnny Guitar (1954) jako Bart Lonergan
- Łowca nagród (1954) jako Bill Rachin
- Vera Cruz (1954) jako Donnegan
- Czarny dzień w Black Rock (1955) jako Coley Trimble
- Marty (1955) jako Marty Pilletti
- Krwawa sobota (1955) jako Stadt
- Taryfa ulgowa (1955) jako Morgan
- Kosztowny związek (1956) jako Tom Hurley
- Ranczo w dolinie (1956) jako Shep Horgan
- Złoczyńcy (1958) jako John McBain
- Wikingowie (1958) jako Ragnar
- Torpeda poszła! (1958) jako kom. por. Archer „Archie” Sloan
- Sąd ostateczny (1961) jako złodziej
- Barabasz (1961) jako Lucius
- Doborowa jednostka (1964) jako kom. por. Quinton McHale
- Start Feniksa (1965) jako Trucker Cobb
- Parszywa dwunastka (1967) jako gen. Warden
- Legenda Lylah Clare (1968) jako Barney Sheean
- Podział (1968) jako Bert Clinger
- Stacja arktyczna Zebra (1968) jako Boris Vaslov
- Dzika banda (1969) jako Dutch Engstrom
- Hannie Caulder (1971) jako Emmett Clemens
- Mściciele (1971) jako Hoop
- Tragedia „Posejdona” (1972) jako Mike Rogo
- Władca północy (1973) jako Shack
- Podwodna odyseja (The Neptune Factor} (1973) jako Don MacKay
- Domek na prerii (1974) jako Jonathan
- Diabelski deszcz (1975) jako Jonathan Corbis
- Pigalak (1975) jako Santuro
- Jezus z Nazaretu (1977) jako Centurion
- Książę i żebrak (1977) jako John Canty
- Konwój (1978) jako szeryf Lyle Wallace
- Czarna dziura (1979) jako Harry Booth
- Na Zachodzie bez zmian (1979) jako Stanislaus Katczinsky
- Gdy czas ucieka (1980) jako Tom Conti
- Atomowy glina (1980) jako sierż. Willy Dunlop
- Ryzykowna gra (1981) jako Clint
- Śmiertelne błogosławieństwo (1981) jako Isaiah Schmidt
- Ucieczka z Nowego Jorku (1981) jako Cabbie, taksówkarz
- Obława (1984) jako Robeson
- Kryptonim: Dzikie Gęsi (1984) jako Fletcher
- Airwolf (1984-87; serial TV) jako Dominic Santini
- Alicja w Krainie Czarów (1985) jako Lew
- Parszywa dwunastka 2 (1985) jako gen. Worden
- Parszywa dwunastka 3: Zabójcza misja (1987) jako gen. Worden
- Parszywa dwunastka 4 (1988) jako gen. Worden
- Laserowa misja (1989) jako prof. Braun
- Płonący brzeg (1991; serial TV) jako Ernie
- Laserowa misja 2 (1993) jako Hans Kroger
- Wszystkie psy idą do nieba 2 (1996) – Grymas (głos)
- Doborowa jednostka (1997) jako kom. por. Quinton McHale
- Gattaca – szok przyszłości (1997) jako Caesar
- Mel (1998) jako dziadek Bill
- Mali żołnierze (1998) – Kip Killigan (głos)
- Bejsbolo-kosz (1998) jako Ted Denslow
- Blueberry  (2004) jako Rolling Star
- A Grandpa for Christmas (2007) jako Bert O’Riley
- Dzikie łowy (2008) jako Milas
- Zabójcza rozgrywka (2008) jako Thurmond Prescott
- Studia życzeń (2009) jako „Big” Jim, właściciel gospody
- Red (2010) jako Henry
- Jesienna pełnia (2010) jako Frank
- Człowiek, który uścisnął dłoń Vicente Fernandeza (2012) jako Rex Page

## Nagrody
| Rok  | Nagroda                                                | Kategoria                                                   | Film                      |
| ---- | ------------------------------------------------------ | ----------------------------------------------------------- | ------------------------- |
| 1956 | Złoty Glob                                             | Najlepszy aktor w filmie dramatycznym                       | Marty (1955)              |
| 1956 | Nagroda BAFTA                                          | Najlepszy aktor                                             | Marty (1955)              |
| 1956 | Nagroda Akademii Filmowej                              | Najlepszy aktor pierwszoplanowy                             | Marty (1955)              |
| 1956 | National Board of Review                               | Najlepszy aktor                                             | Marty (1955)              |
| 1956 | Nagroda Stowarzyszenia Nowojorskich Krytyków Filmowych | Najlepszy aktor                                             | Marty (1955)              |
| 1959 | Międzynarodowy Festiwal Filmowy w Locarno              | Najlepszy aktor                                             | Pułapka na króliki (1959) |
| 2011 | Nagroda Gildii Aktorów Ekranowych                      | Nagroda Gildii Aktorów Ekranowych za całokształt twórczości | –                         |